# Square Léopold-Achille
Square Léopold-Achille je square v Paříži ve 3. obvodu. Jeho rozloha činí 2190 m2. Nese jméno spisovatele a politika Léopolda Achilla (1844–1921).

## Umístění
Square je umístěno mezi ulicemi Rue de Sévigné, Rue Payenne a Rue du Parc-Royal, odkud je vstup přes dům č. 5. Náměstí sousedí s palácem Le Peletier de Saint-Fargeau (Rue de Sévigné č. 29).

## Historie
Ve 13. století se na tomto místě rozkládaly pozemky zvané culture Sainte-Catherine, které byly ve vlastnictví kláštera Sainte-Catherine-du-Val-des-Écoliers. V 15. století se zde rozkládal královský park, který přiléhal paláci Tournelles. Kateřina Medicejská nechala palác zbořit a královský park poté zpustl a stal se útočištěm žebráků a tuláků.
V 16. století zde vznikla zelinářská zahrada. Samotné náměstí vzniklo v roce 1913.

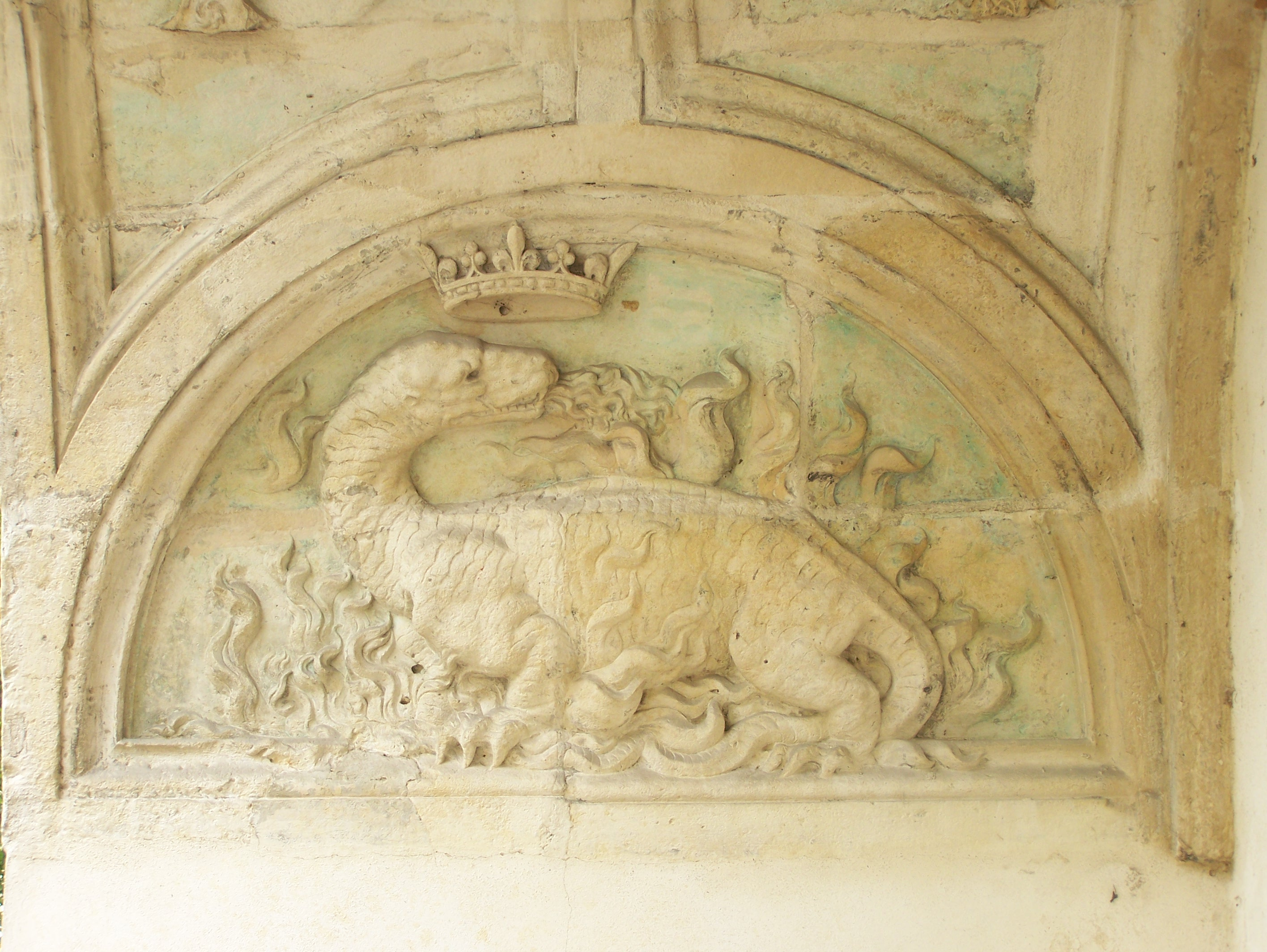
Jeden z reliéfů se salamandry.

## Vybavení
Park se rozkládá na ploše 2190 m2. Je zde dětské hřiště, pískoviště, veřejné toalety a přístup na síť Wi-Fi. Z výsadby jsou pozoruhodné dva stromy: jilm sibiřský vysazený v roce 1907 a vonokvětka. Dále zde rostou zelkova habrolistá, broskvoň obecná, lapina, platany, trnovník akát, zmarlika Jidášova, liliovník tulipánokvětý nebo topoly. U zdi Musée Carnavalet se nachází socha neznámého autora, která možná pochází z fasády původní pařížské radnice, zničené v době Pařížské komuny. Na soklu je vyryt letopočet 1841. Dále je zde výklenek obsahující artefakty z doby Františka I.: bohatě vyřezávaná klenba se dvěma přivrácenými královskými salamandry, nad kterými je zdobené písmeno „F“.